# María Onetto
María Onetto (Buenos Aires, 18 agosto 1966 – Buenos Aires, 2 marzo 2023) è stata un'attrice argentina.
Si suicidò nel 2023, in preda a una forte depressione. 

## Filmografia parziale

### Cinema
- Cuatro mujeres descalzas, regia di Santiago Loza (2005)
- El otro, regia di Ariel Rotter (2007)
- La donna senza testa (La mujer sin cabeza), regia di Lucrecia Martel (2008)
- Horizontal/Vertical, regia di Nicolás Tuozzo (2009)
- Rompecabezas, regia di Natalia Smirnoff (2010)
- El cerrajero, regia di Natalia Smirnoff (2014)
- Storie pazzesche (Relatos salvajes), regia di Damián Szifron (2014)
- La vida después, regia di Pablo Bardauil e Franco Verdoia (2015)
- 2001: mientras Kubrick estaba en el espacio, regia di Gabriel Nicoli (2016)
- El peso de la ley, regia di Fernán Mirás (2017)
- Perdida - Scomparsa (Perdida), regia di Alejandro Montiel (2018)
- Aire, regia di Arturo Castro Godoy (2018)
- Yo nena, yo princesa, regia di Federico Palazzo (2021)

### Televisione
- Montecristo - serie TV, 7 episodi (2006)
- Mujeres asesinas - serie TV, 4 episodi (2005-2008)
- Tratame bien - serie TV, 35 episodi (2009)
- 23 pares - miniserie TV, 13 episodi (2012)
- Vestir a la Nacion - serie TV, 8 episodi (2014)
- Ringo. Ascesa e Caduta (Ringo: Gloria y muerte) - serie TV, 7 episodi (2023)